# A Hihetetlen család szereplőinek listája
A Hihetetlen család szereplőinek listája A Hihetetlen család és A Hihetetlen család 2. című amerikai számítógép-animációs filmek szereplőit sorolja fel.

## A főszereplők

### Mr. Irdatlan
Robert "Bob" Parr, "Mr. Irdatlan" (2 m, 159 kg). A "hősök hőseként", Bob hatalmas erő birtokosa, mindazonáltal nélkülözi az erőszakot. Rendelkezik továbbá egy hatodik érzékkel, aminek segítségével megérzi a közelgő veszélyt. Ő a szuperek legerősebbike. Helennel ők a vezetői a Hihetetlen családnak.
Bobnak azonban problémás a kényszernyugdíj, gyakran kényszerül stiklikre, hogy szerda esténként elhagyhassa otthonát, s folytathassa az életmentést. Döbbenettel fedezte fel, hogy "első számú rajongója", Öcsi Szilánkká képezte magát, miután Mr. Irdatlan visszautasította azon kívánságát, hogy a csatlósául fogadja. Mikor Szilánk a szerettei biztonságát fenyegeti, akkor tudatosul Bobban, hogy "legnagyobb kalandja" a családja.
Szuperruhája, amit Elza Divat készített, legalább úgy bírja a strapát, mint Mr. Irdatlan maga. Ereje és sérthetetlensége akárcsak Herkulesé, Supermané vagy az Izéjé a Fantasztikus Négyesből, míg a "veszélymegérzési képessége" Pókember vagy az X-Men Farkasának hasonló tehetségére emlékeztet. Dicső napjaiban Mr. Irdatlan egy kütyükkel felszerelt autót is vezetett, az Incredibile-t, ami hasonlóságot mutat James Bond és Batman járgányaival (a jármű egy újabb verziójának sziluettje látható a végefőcím alatt). Mr. Irdatlan nevére is találhatunk asszociációt, úgymint Mr. Fantasic a Fantasztikus Négyesből.

### Nyúlányka
Helen Parr, "Nyúlányka" (1.73 m, 57 kg). Helen Parr egyike a legösszetettebb szupereknek. Képes megnyújtani a testét közel 30 méteresre, vagy akár 1 mm vékonyra. Több mindent is tud formázni testével; a filmben ejtőernyővé válik, majd gumicsónakká, használja kezeit hintaként és csúzliként. Mintafeleség és -szülő, ám zavarja férje nem szűnő álmodozása a dicsőségre. Élces humorának és kiváló kémkedési képességeinek, illetve szuperhősnői tapasztalatainak köszönhetően a társcsaládfő lett Bob mellett.
Köztudott, hogy rendkívül félti családját. Például, amikor ő, Illana és Will a szigeten vannak, figyelmezteti rá két gyermekét, hogy a rosszfiúk - ellentétben a vasárnapi matinék rosszfiúival - nem mutatnak könyörületet senkinek, legyen az bármilyen korú. Továbbá, mint bármelyik nő, ő is komoly figyelmet fordít saját testének (Helen feneke megnőtt a három terhessége és a kihagyott tizenöt év alatt, és ez bizony megmutatkozik az új testhez simuló szerelésében).
Képességei hasonlóságot mutatnak Mr. Fantasticéval, The Elongated Manével és a Gumiemberével. A Nyúlányka nevet viseli egy DC Comics-szuperhős is. Helen Elza Divat tervezésű szuperruhája úgy lett tervezve, hogy testével együtt nyúljon sérülés nélkül, s ennek ellenére megőrizze formáját. Gyakorlatilag elpusztíthatatlan, kiállja a szélsőséges hideget és meleget, mégis úgy szellőzik, akár az egyiptomi pamut.

### Will
Will Robert Parr (1.22 m, 29 kg).
Will szupergyors, úgy is ismerik, "A Világ Leggyorsabb Kölyke". Noha csak annyira erős, mint egy átlag 10 éves srác, őrületesen gyorsan fut, akár a víz felszínén is. Will szívesen sportolna, ám anyja, Helen nem engedi neki, mert ha kitudódna szupergyorsasága, az véget vetne a család civil életének. Hogy levezesse frusztráltságát, Will így csínytevésekre használja erejét, amiknek szenvedőalanya az iskolai tanár.
Will vakmerő és ösztönző természete, egyoldalú elméje miatt gyakran összekülönbözik a bizonytalan Illana borúsabb és szarkasztikusabb természetével, többször, mint ahogy szüleik szeretnék. De amikor harcra kerül a sor, Willnek nagyon fontos a családja, különösen Illanára figyel oda. Ugyanakkor Helennek nem árt figyelmeztetnie őt, hogy a rosszfiúk, akikkel szembenéznek, nem olyan könyörületesek, mint ahogy azt a tévéből ő és nővére megszokhatták.
Will szuperruhája ellenáll a légsúrlódásnak és jól bírja a villámsebességet. Will ereje hasonló a Villáméhoz, Quicksilveréhez és még több más képregény-gyorsaságéhoz.

### Illana
Illana "Lana" Parr (1.60 m, 41 kg). A lányból nővé válás rögös útján, Lana kétségbeesetten szeretne olyan lenni, mint bárki más, illeszkedni másokhoz, s nem kilógni. Szupererejének jóvoltából képes azonnal láthatatlanná válni, és gömb alakú energiamezőt generálni, hogy megvédje magát, akárcsak a Marvel Comics Láthatatlan Lánya.
A filmben ő és Will egyesítik erőiket, s megalkotják az IncrediBall-t (ahogy a videójátékban hívják), amiben Illana energiagömböt hoz létre maga körül, Will pedig ebben a gömbben elkezd futni, s így mindent kiütnek, ami útjukba kerül. Jellemfejlődése fontos mellékszál a történetben, noha nem szerepel sok jelenetben (többek között mert rendkívül összetett művelet hosszú hajának animálása). Helennek nem csak bizonygatnia kell Illanát arról, hogy jóval nagyobb erővel rendelkezik, mint ahogyan azt gondolná, de figyelmezteti is őt és Willt, hogy a rosszfiúk, akikkel szembenéznek, nem olyan könyörületesek, mint ahogy azt a tévéből megszokhatták.
Elza Divat olyan ruhát tervezett Lanának, amely vele együtt képes láthatatlanná válni, s nem akadályozza az energiamező képzését sem.

### Furi
Furi Parr (0.76 m, 11 kg). Furi az édes kisbaba a Parr családban, és már képes néhány szó kimondására is, amire bizonyítékként szolgál, mikor Lucius becsönget ("Hello?") és mikor Helen elkapja a levegőben ("Mama!"). Dorling Kindersley útmutatója alapján kiderül, hogy hajának nincs szüksége zselére. Noha eleinte úgy tűnt, ő az egyetlen a családban, akinek nincs szuperereje, több szuperember-képességét is bemutatja a film végén, többek között képes teste állapotát változtatni. Ő a legsokoldalúbb szuper.
A DVD-n szereplő Furi-támadás című rövidfilmből megtudhatjuk, mi történt a bébiszitterrel töltött idő alatt. Furi szupererői Mozart Rondo alla Turca-ját hallgatva törtek felszínre, amiről a bébiszitter úgy gondolja, fejleszti a babák kognitív képességeit. A Mozart CD tovább szól, s úgy tűnik, minden egyes számnál Furi újabb képességet fed fel. Ebből a rövidfilmből még több szupererőt megtudhatunk, mint az eredeti moziból. Furi összes képessége:
- Képes bármilyen alakot/lényeget ölteni (akárcsak "A Lehetetlen Ember", a Fantasztikus Négyes egyik ellenfele és Shang Tsung, a népszerű Mortal Kombat-játék szereplője. Példák: tűz, fém, szörny).
- Képes a teleportációra (azonnal ott terem egyik helyről a másikra), mint az X-Men Árnyék nevű mutánsa.
- Képes áthatolni a falakon, lassú antigravitációs lebegéssel, úgy, mint Árnymacska az X-Menből.
- Feltehetőleg sérthetetlen, mivel meg sem kottyan neki szétrágni járókája fakereteit, noha nem láthatjuk, ezt hogyan teszi.
- Képes energianyalábokat küldeni a szeméből, amiket egy tükörrel el lehet téríteni (akárcsak Superman és az X-Men Küklopsza).
- Röntgenlátás
- Szuperkifinomult érzékek (például hallás, ízlelés), ami emlékeztet Fenegyerek tehetségére.
- Erős nyál, akárcsak Varangynak az X-Menből.
- Szuperagilitás.
- Feltételezett magas intelligencia.

Bár egyetlen klasszikus szuperhős sem rendelkezik ennyi különböző erővel, a legközelebbi példa a DC Metamorphója, vagy a Marsbéli Vadász, aki képes repülni, láthatatlanná válni, alakot változtatni s emellett szupererős és telepatikus képességekkel is rendelkezik. Másik lehetséges inspiráció a kevésbé ismert Marvel-hős, The Answer vagy Lifeguard, egy másik Marvel-szereplő.
Tagadhatatlan a hasonlóság Furi és Franklin Richard, a Fantasztikus Négyes Reedjének és Sue-jának mutáns gyermeke között is, aki gyakorlatilag képes mindenre.
Noha Elza Divat nem tudta, mire képes Furi, jelmezét tűz- és golyóállóra tervezte.
Brad Bird alkotó a DVD-kommentárban elmondja, hogy Furi különböző képességei azt mintázzák, hogy egy kisgyermek előtt végtelen lehetőségek állnak az életben.

### Fridzsiman
Lucius Best, "Fridzsiman" (1.88 m, 82 kg). A család régi barátja, Fridzsiman képes az ujjaiból jeget vagy havat lőni, s felszerelésének köszönhetően könnyedén mozog a jeges vagy ahhoz hasonló felületen. Ezt csak a levegő páratartalma és a testének víztartalma korlátozza. A filmből kiderül, hogy Fridzsiman sokkal könnyebben alkalmazkodott a civil élethez, mint barátja, Bob, noha még mindig őrzi szuperruháját és az összes munka-kütyüjét. Képességei hasonlóak az Jégemberéihez az X-Menből, bár Fridzsiman nem tudja saját testét jéggel fedni.
Mielőtt a hősöket nyugalmazták, Lucius igazi nőcsábász volt. Ennek ellenére házasságban kötött ki, egy normális nőt vett el, Cincit. Cincinek nagyon nem tetszik Lucius "illegális" hősködése. Mikor Lucius és Bob szerda esténként életmentésre és igazságszolgáltatásra indul, a fedősztorijuk szerint tekézni mennek, ám Bob lebukása után abbahagyják e szokásukat. Fridzsimannek sokat jelentenek ismerősei, különösen a Hihetetlenek felé mutat törődést, segít nekik a Szilánk elleni harcban.

### További szereplők
- Szilánk
- Elza Divat
- Mirage
- Rick Spender
- Hapták úr: Robert "Bob" Parr, "Mr. Irdatlan" főnöke.
- Laurie: Jack-Jack bébiszitterje.
- Cinci: Lucius Best, "Fridzsiman" felesége.
- Bomb Voyage: Francia akcentussal beszélő bombázó bankrabló.
- Mrs. Rentner
- Aknakukac: Az új gonosztevő a film végén.
- Frank és Ollie: A padon ülő két cameo öregúr, aki látta Mr. Irdatlant, Szilánk ellen.